# ВАРТА (партія)
«ВАРТА (Всеукраїнський альянс регіональних і територіальних активістів)» — правоцентристська українська політична партія. Головний офіс партії розташований у Львові.

## Історія

### Передумови виникненняВАРТИ
Під час Революції Гідності у Львові утворилось кілька громадських організацій: «Варта-1» (зареєстрована 11 березня 2014), «Варта-700» (зареєстрована 22 травня 2014) та «Народна Самооборона» Львівщини (зареєстрована 4 березня 2014), основою яких склали волонтери з-поміж освітян, медиків та підприємців. Вони займались організацією поїздок на Майдан, патрулюванням вулиць, запобігали мародерству та провокаціям.
19 лютого 2014 року внаслідок «Ночі Гніву» у Львові, коли було паралізовано роботу міліції, активісти організували «гарячу лінію», на яку кожен мешканець міг повідомити про правопорушення.

Аналогічні функції у Facebook виконувала група Варта-1, яка у короткий термін стала найпопулярнішою групою у цій соцмережі на львівську тематику. За інформацією одного з лідерів ВАРТИ,  Ігор Зінкевич, групу кілька разів банили, зокрема, адміністрація Facebook  видалила групу 4 січня 2019 року, хоча вона на той час нараховувала 430 тисяч учасників. Станом на квітень 2021 року група нараховує 350 000 учасників.

### Створення політичної партії ВАРТА та участь у місцевих виборах
Частина активістів громадських організацій «Варта-1», «Варта-700», «Народна самооборона» Львівщини брала участь у місцевих виборах 2015 року до Львівської міської ради під різними партійними брендами та були депутатами Львівської міської ради.
 
4 червня 2020 року ВАРТА була зареєстрована  як політична партія, а 25 жовтня 2020 року ВАРТА вперше взяла участь у місцевих виборах в якості самостійного політичного проєкту. Паралельно зберігається громадський рух ВАРТА.

## Фінансування
Партія фінансується коштом внесків її активістів та симпатиків, у число яких входить ряд підприємців.
За інформацією руху Чесно, у 2020 році загальні витрати на партію та громадський рух ВАРТА склали 2  млн 972 тис. грн. Основні донори — громадські діячі та підприємці, які балотувались до місцевих рад різного рівня на Львівщині під час місцевих виборів за списками ВАРТИ. 

## Ідеологія
ВАРТА позиціонує себе як правоцентристська політична партія. Її пріоритети в економіці: сильний середній клас, принцип держава не повинна заважати, справедливі податки, боротьба з корупцією. У місцевому самоврядуванні: децентралізація та фінансова незалежність громад, збільшення частки податків, що залишаються на місцях. У зовнішній політиці: повноправне членство в ЄС та НАТО та припинення економічних стосунків з Росією до повного повернення окупованих територій.

## Місцеві вибори 2020
Місцеві вибори 25 жовтня 2020 року єдині, в яких партія ВАРТА  брала участь. Кандидати від ВАРТИ балотувались до Львівських міської та обласної рад, ряду районних та місцевих рад. Партія зуміла отримати 32 мандати депутатів місцевих рад у Львівській та Івано-Франківській областях. На виборах до Львівської міської ради  ВАРТА отримала 6,96 % голосів. Ігор Зінкевич, який балотувався на посаду міського голови Львова, отримав 3,39 % голосів та здобув п'яте місце. ВАРТА не подолала прохідний бар'єр до Львівської обласної ради, набравши 2,15 % голосів.

 

## Представництво ВАРТИ у місцевих радах
У каденції 2020-2025 рр. ВАРТА представлена у 10 місцевих радах Львівщини та одній  –  в Івано-Франківській області.
У Львівській міській раді до фракції ВАРТИ входить сім депутатів
Також Артем Хмиз, активіст ВАРТИ, обраний членом виконавчого комітету Львівської міської ради.
На Львівщині ВАРТА має власні фракції у міських радах Бібрки, Нового Роздолу, Перемишлян (по 2 депутати), Городка та Моршина (по 3 депутати), сільських радах Солонки (2 депутати), Зимної Води (3 депутати), селищній раді Нового Яричева (5 депутатів) та одного депутата у Глинянській міській раді. Також два депутати «ВАРТИ» працюють у міській раді Яремче Івано-Франківської області.